# Самайя (мультфільм, 1971)
«Самайя» (рос. «Самайя») — грузинський радянський мультфільм 1971 року кінорежисера Отара Андронікашвілі.